# ベスタ族

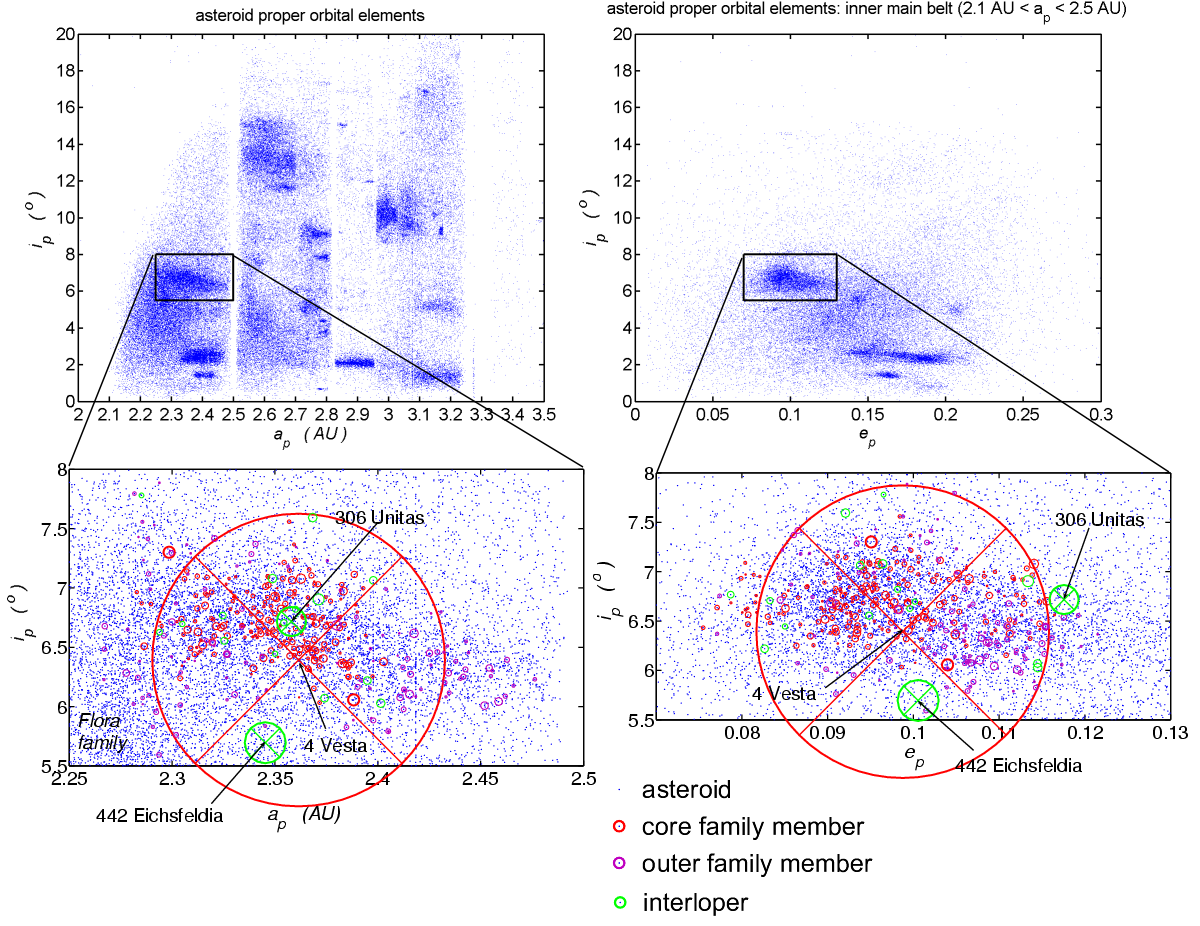
左側の図がベスタ族がある範囲で、右側の図はその範囲を具体的に表現した構造図。

ベスタ族（ベスタぞく　英：Vesta family ）は小惑星帯内端付近に位置するV型小惑星の多い小惑星族。最大のものは (4) ベスタ。メインベルト小惑星のうちおよそ6%はこの小惑星族に含まれている。
小惑星でも最大級を誇るベスタを含む小惑星族だが、含まれる小惑星の多くは直径10km前後である。
最も明るい (1929) Kollaaと (2045) 北京では絶対等級が12.2で、大きさは7.5km程度であるが、どちらもベスタの反射能を上回っている。
この小惑星族はベスタに他小惑星が衝突することによって生まれたと考えられ、その証左としてベスタの南極付近には大きいクレーターが存在する。この小惑星族にはJ型小惑星も含まれているが、これはベスタの表面より内部から出てきたものと考えられており、衝突が大きなものだったと予測される。
ヴィンチェンツォ・ザッパラが1995年に行ったHCM数値調査によると、軌道の中心部は下記の範囲に収まる。
|     | ap      | ep    | ip   |
| --- | ------- | ----- | ---- |
| min | 2.26 AU | 0.075 | 5.6° |
| max | 2.48 AU | 0.122 | 7.9° |

また、軌道全体を含めると下記の範囲になる。
|     | a       | e     | i    |
| --- | ------- | ----- | ---- |
| min | 2.26 AU | 0.035 | 5.0° |
| max | 2.48 AU | 0.162 | 8.3° |

ザッパラの解析では235の小惑星が中心部にあるとしており、21世紀初頭の数値調査では、96,944個の小惑星のうち、およそ6%に当たる6,051個の小惑星がベスタ族の軌道の範囲に含まれると考えられている。
スペクトル分析によって、ベスタ族に含まれない多数の「侵入者」が存在することが示された。それらはベスタ族とよく似た軌道を回っているがV型ないしJ型以外のスペクトルを持つもので、(306) ウニタス、(442) アイヒスフェルディア、(1697) コスケンニエミ、(1781) Van Biesbroeck、(2024) McLaughlin、(2029) ビノミ、(2086) Newell、(2346) Lilioなどが含まれる。